# Dash Snow
Dash Snow, egentligen Dashiell A. Snow, född 27 juli 1981 i New York, död 13 juli 2009 i New York (av en överdos), var en amerikansk konstnär, verksam i New York och främst känd för sina skulpturala installationer innehållande collage och fotografier.
Dash Snow dokumenterade bland annat sina vänners och bekantas liv med polaroidkamera, ofta bilder innehållande mycket nakenhet, droger och blod.